# 奧本鎮區 (阿肯色州林肯縣)
奧本鎮區（英語：Auburn Township）是位於美國阿肯色州林肯縣的一個行政鎮區。

## 地方資料
奧本鎮區的面積為149.43平方千米，當中陸地面積為136.99平方千米，而水域面積為7.44平方千米。根據2010年美國人口普查的數據，當地共有人口3462人，而人口密度為每平方千米23.17人。